# Novoselivka (Bilhorod-Dnistrovskyi)
Novoselivka  (ucraniano: Новоселівка) es una localidad del Raión de Bilhorod-Dnistrovskyi en el Óblast de Odesa de Ucrania. Según el censo de 2001, tiene una población de 3000 habitantes.